# Алфен (Північний Брабант)
Алфен (нід. Alphen) — село в нідерландській провінції Північний Брабант. Адміністративний центр муніципалітету Алфен-Хам.
Його площа становить 39,92 км², а населення станом на 2021 рік складало 4 305 осіб.

## Визначні уродженці
- Єле Клаасен — нідерландський професійний гравець у дартс, наймолодший чемпіон світу.

## Галерея

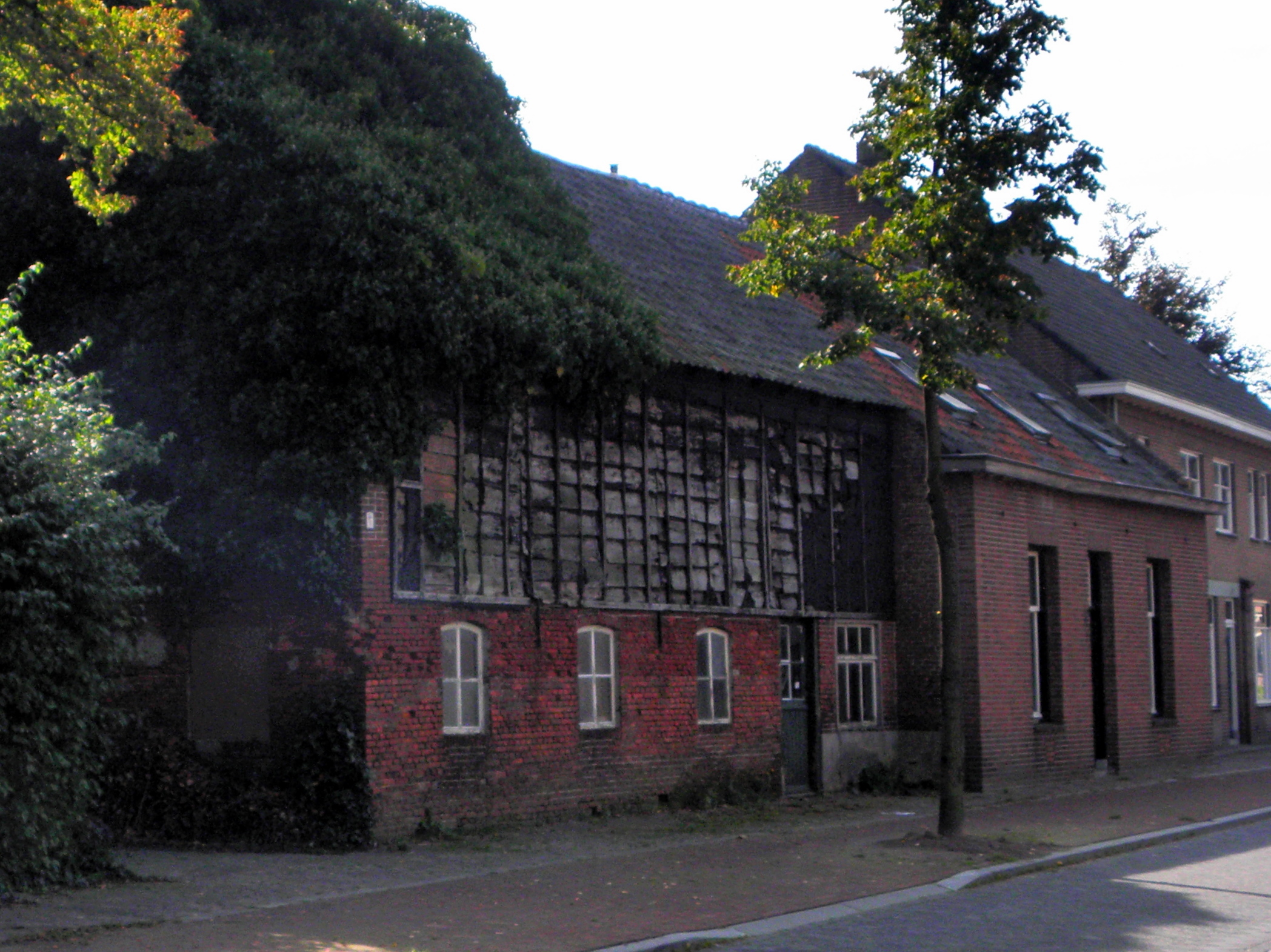
Будівля колишньої дубільної майстерні
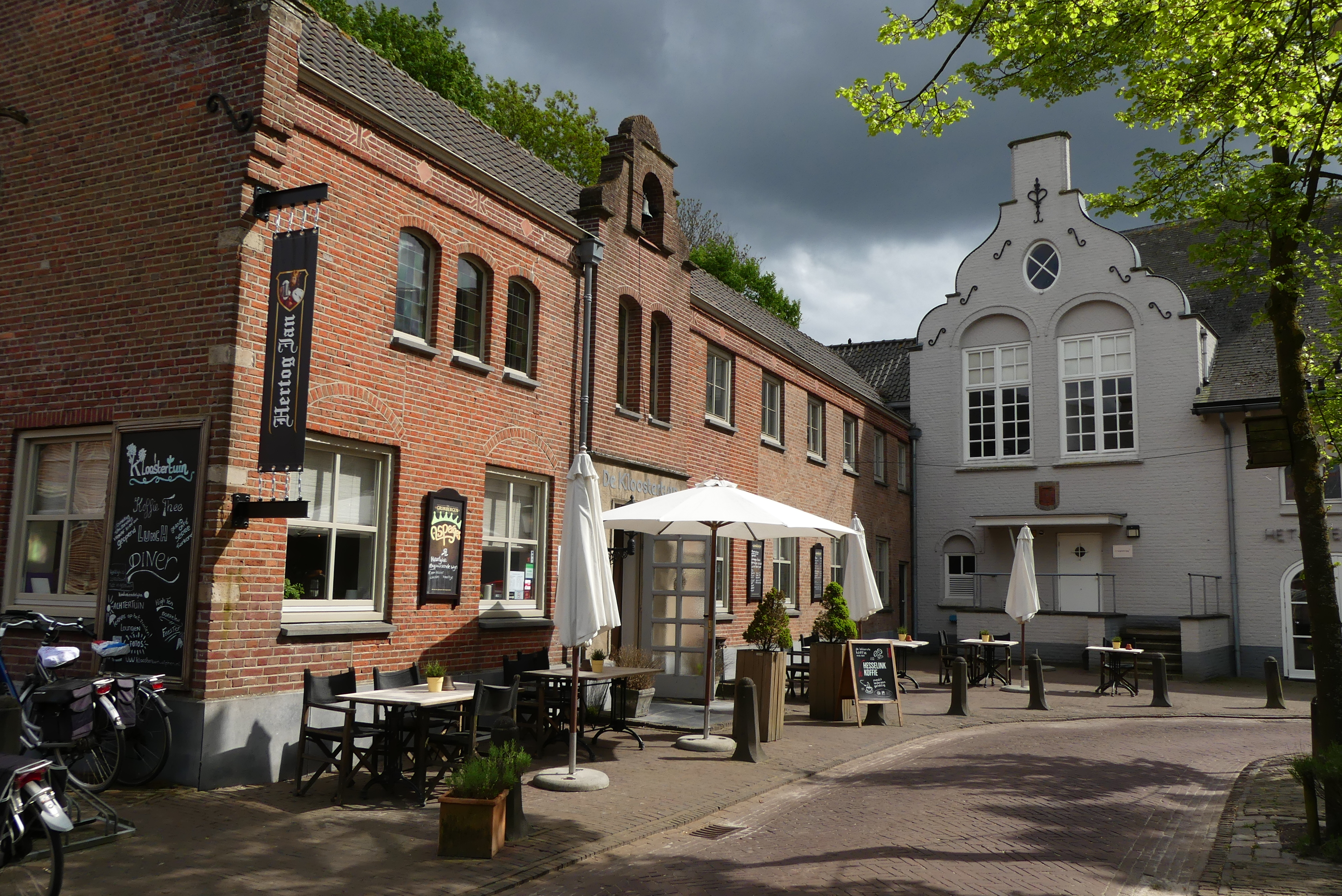
Монастирський двір
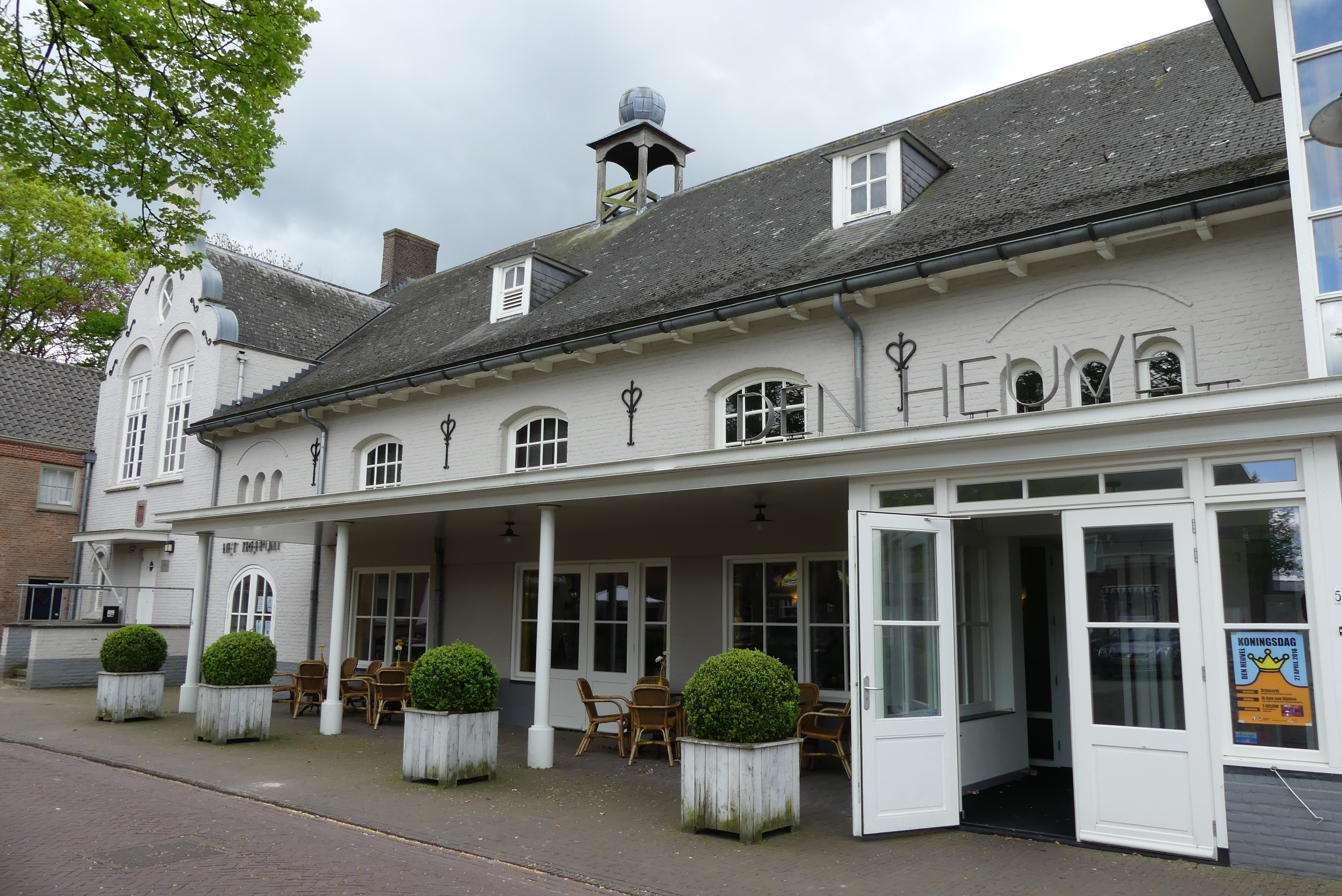
Ресторан в Алфені
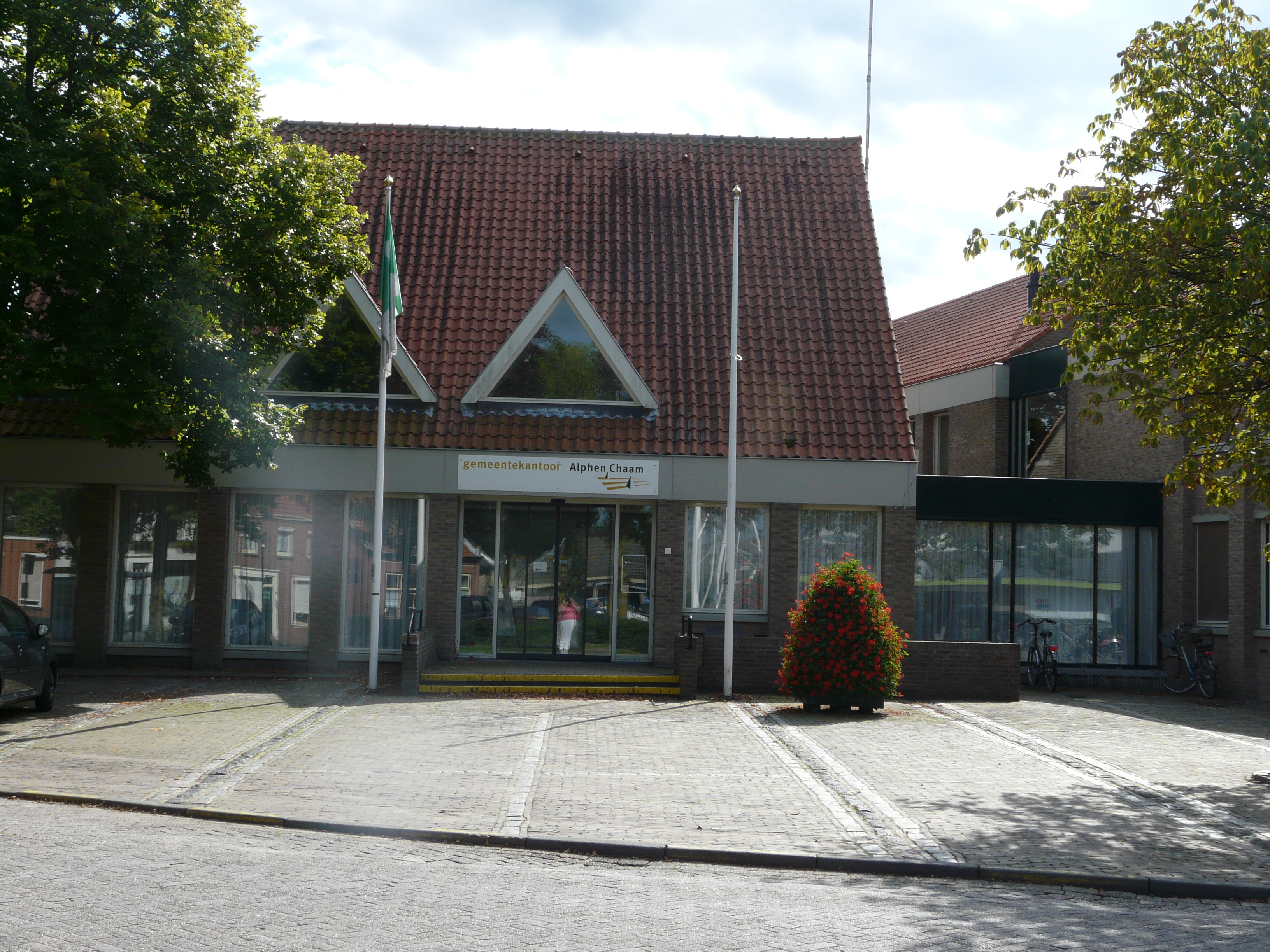
Будівля мерії